# La Revuelta (programa de televisió espanyol)
La revuelta («La revolta», en català) és un programa de televisió espanyol emès a La 1 de Televisió Espanyola des del 9 de setembre de 2024 i de dilluns a dijous a les 21.35 hores. Està produït per RTVE en col·laboració amb El Terrat i Encofrados Encofrasa,. El format està presentat per David Broncano. El programa és una seqüela a La resistencia, emès a Movistar Plus+ entre 2018 i 2024.

## Format
Un grup de còmics acompanyen a David Broncano, que entrevista gent famosa des del Teatre Príncep Gran Via del centre de Madrid perquè al final el protagonista sigui un del públic.
L'humorista i el seu equip rep a artistes, esportistes, científics i tota mena de personalitats celebritats se submergeixen en les converses més impredictibles amb el presentador, sempre acompanyat pels seus col·laboradors, en un programa espontani on mai saps què passarà…

## Possibles noms anteriors
Abans que se sabés el veritable nom del programa, s'especulaven alguns noms, el més conegut va ser «La resiliència» però això es va demostrar que no es deia així fins que va sortir un anunci a Televisió Espanyola. L'anunci és una pantalla d'un ordinador MacOS a Microsoft Word escrivint noms com «La residència», «Las noches de Broncano», etc.; fins que para en el nom «La Revuelta», ho subratlla i sota posa «Molt aviat».

## Seccions
El programa compta amb diferents seccions portades pels diferents còmics que formen part del programa:
1. En la secció principal trobem les entrevistes atípiques de David Broncano als convidats, que poden ser des de personalitats públiques conegudes a escala mundial fins a persones menys conegudes.
2. Jorge Ponce presenta reportatges amb estil còmic, explica trucs televisius, seccions humorístiques a peu de carrer, i altres seccions com "Fama, a pagar" en la qual compromet  famosos a fer donacions benèfiques.
3. Ricardo Castella i Grison acompanyen tots els programes amb música i humor.
4. Els programes guanyen un gran dinamisme gràcies a les interaccions amb el públic a través de Sergio Bezos.
5. A més a més, trobem col·laboracions de còmics com Lala Chus, Valeria Ros, Yunez Chaib, Pablo Ibarburu, Pantomima Full i Ernesto Sevilla i aparicions d'amics del programa com Antonio Resines o Dani Rovira.[6]

## Equip

### Presentadors
| Presentador               | Informació                                   | 25px | Programes       |
| Presentador               | Informació                                   | 2024 | Programes       |
| ------------------------- | -------------------------------------------- | ---- | --------------- |
| David Broncano            | Humorista i presentador de televisió.        |      | Programa 1 - ¿? |
| Ricardo Castella          | Humorista, actor i presentador de televisió. |      | Programa 1 - ¿? |
| Jorge Ponce               | Còmic i guionista.                           |      | Programa 1 - ¿? |
| Marcos Martínez «Grison»» | Beatboxer i músic.                           |      | Programa 1 - ¿? |

     Presentador titular
     Copresentadors

### Col·laboradors/es
| Col·laborador/a                                 | Informació                    | 25px |
| Col·laborador/a                                 | Informació                    | 2024 |
| ----------------------------------------------- | ----------------------------- | ---- |
| Antonio Resines                                 | Actor.                        |      |
| Charlie Pee                                     | Cómica.                       |      |
| Dani Rovira                                     | Actor, presentador i còmic.   |      |
| Ernesto Sevilla                                 | Actor, humorista y guionista. |      |
| Lala Chus                                       | Cómica.                       |      |
| Pablo Ibarburu                                  | Còmic.                        |      |
| Pantomima Full (Alberto Casado i Rober Bodegas) | Parella còmica                |      |
| Sergio Bezos                                    | Còmic i animador de públic.   |      |
| Valeria Ros                                     | Còmica i col·laboradora.      |      |
| Yunez Chaib                                     | Còmic.                        |      |

## Temporades i audiències
| Temporada | Episodis | Estreno               | Final | Audiència   | Audiència |
| Temporada | Episodis | Estreno               | Final | Espectadors | Quota     |
| --------- | -------- | --------------------- | ----- | ----------- | --------- |
| 1         |          | 9 de setembre de 2024 | TBA   | TBA         | TBA       |
| Mitjana   |          |                       |       |             |           |

### Primera temporada (2024)
| Programes emesos | Programes emesos | Programes emesos                                                 | Programes emesos | Programes emesos  |
| Núm. (serie)     | Núm. (prog.)     | Convidats                                                        | Data d'emissió   | Audiència         |
| ---------------- | ---------------- | ---------------------------------------------------------------- | ---------------- | ----------------- |
| 1                | 1                | Aitor Francesena                                                 | 09/09/2024       | 2.152.000 (17,1%) |
| 2                | 2                | Najwa Nimri                                                      | 10/09/2024       | 2.127.000 (17,4%) |
| 3                | 3                | Juan Luis Arsuaga i Juan José Milan                              | 11/09/2024       | 2.548.000 (19,9%) |
| 4                | 4                | Raúl Cimas                                                       | 12/09/2024       | 2.601.000 (19,2%) |
| 5                | 5                | Irene Escolar, Elisabet Casanovas, DjMaRiiO i Sandra Carrasco    | 16/09/2024       | 2.591.000 (19,5%) |
| 6                | 6                | Jhay Cortez                                                      | 17/09/2024       | 2.155.000 (16,8%) |
| 7                | 7                | Diego González Rivas                                             | 18/09/2024       | 2.112.000 (16,5%) |
| 8                | 8                | Paula Leitón                                                     | 19/09/2024       | 2.016.000 (15,6%) |
| 9                | 9                | Norman Reedus i Marina Rivers                                    | 23/09/2024       | 2.158.000 (16,3%) |
| 10               | 10               | Eduard Fernández i Israel Fernández                              | 24/09/2024       | 2.049.000 (15,6%) |
| 11               | 11               | Danna Paola                                                      | 25/09/2024       | 2.113.000 (16,1%) |
| 12               | 12               | Merche García i Silvia Abril                                     | 26/09/2024       | 2.065.000 (15,9%) |
| 13               | 13               | Yolanda Ramos                                                    | 30/09/2024       | 2.113.000 (15,9%) |
| 14               | 14               | Iker Pou i Eneko Pou                                             | 01/10/2024       | 1.937.000 (14,5%) |
| 15               | 15               | Ana Mena, Belén Esteban i María Patiño                           | 02/10/2024       | 2.355.000 (17,7%) |
| 16               | 16               | Manuel Turizo i Kapo                                             | 03/10/2024       | 1.914.000 (15,0%) |
| 17               | 17               | Dafne Fernández, Marta Aledo i Arturo Coello                     | 07/10/2024       | 2.122.000 (15,8%) |
| 18               | 18               | Milena Smit y Hovik Keuchkerian                                  | 08/10/2024       | 1.957.000 (14,9&) |
| 19               | 19               | Cristóbal Colón, Regis Francisco, Jordi Mollà i Lapili           | 09/10/2024       | 2.087.000 (16%)   |
| 20               | 20               | Berto Romero i Andreu Buenafuente                                | 10/10/2024       | 2.286.000 (17,3%) |
| 21               | 21               | Sonia i Selena i Paz Vega                                        | 14/10/2024       | 2.156.000 (16,1%) |
| 22               | 22               | Julio Maldonado i Alejandro Montalvo                             | 15/10/2024       | 1.746.000 (16,3%) |
| 23               | 23               | Marc Cucurella i Rita Payés                                      | 16/10/2024       | 2.209.000 (16,6%) |
| 24               | 24               | María Galiana i Las Ninyas del Corro                             | 17/10/2024       |                   |
| 25               | 25               | Andrés Pajares i Lorena Nogal                                    | 21/10/2024       |                   |
| 26               | 26               | Sonya Ioncheva                                                   | 22/10/2024       |                   |
| 27               | 27               | Ester Expósito, Mathilde Ollivier, Malena Villa i Dani Fernández | 23/10/2024       |                   |
| 28               | 28               | Juan Enrique Soto i Bad Gyal                                     | 24/10/2024       |                   |
| 29               | 29               | Carolina Marín i Emilio Gavira                                   | 28/10/2024       |                   |
| 30               | 30               | Mago Pop i Chloe DelaRosa                                        | 29/10/2024       |                   |
| 31               | 31               | Miquel Montoro, Luis Tosar, Luisa Mayol i La María               | 04/11/2024       |                   |
| 32               | 32               | Anne Igartiburu                                                  | 05/11/2024       |                   |
| Mitja            | Mitja            | Mitja                                                            | Mitja            | TBA               |